# Хидалго (округ, Техас)
Округ Хида́лго (англ. Hidalgo County) расположен в США, штате Техас напротив от мексиканского муниципалитета Рейноса по другую сторону реки Рио-Гранде. По состоянию на 2000 год, численность населения составляла 569 463 человек. По оценке бюро переписи населения США в 2008 году количество жителей округа выросло до 726 604 человек. Таким образом, округ Хидалго является одним из самых быстрых по росту населения округов США, и седьмым по населению в Техасе. Окружным центром является город Эдинберг (англ. Edinburg). Округ был основан в 1852 году. Он был назван в честь Мигеля Идальго-и-Кастильо, священника, начавший движение независимости Мексики от Испании.

## География
По данным бюро переписи населения США площадь округа Хидалго составляет 1583 км², из которых 1570 км² суша, а 13 км² водная поверхность (0,82 %).

### Основные шоссе
- Шоссе 83
- Шоссе 281
- Автомагистраль 107

### Соседние округа
- Округ Брукс (север)
- Округ Кенеди (северо-восток)
- Уилласи (восток)
- Округ Камерон (восток)
- Округ Старр (запад)
- Густаво-Диас-Ордас, Тамаулипас, Мексика (юг)
- Матаморос, Тамаулипас, Мексика (юг)
- Рейноса, Тамаулипас, Мексика (юг)
- Рио-Браво, Тамаулипас, Мексика (юг)